# Musée Goupil - Conservatoire de l'image industrielle
Le musée Goupil - Conservatoire de l'image industrielle est un musée français fondé en février 1991, incorporé au Musée d'Aquitaine à Bordeaux, et destiné à présenter les archives de la maison Goupil & Cie, l'un des plus gros marchands d'art et éditeurs du XIXe siècle. Montrer l'évolution de la mécanisation de la production des images est au centre de sa mission. Le musée fonctionne également comme un cabinet d'arts graphiques et ses fonds peuvent être consultés sur rendez-vous.

## Histoire
Jusqu'en 1997, le fonds est installé dans les bâtiments datant du XIXe siècle de l'ancienne distillerie de la Maison Secrestat, à Bacalan, un quartier au nord de Bordeaux. Depuis 1998 les collections sont hébergées par le musée d'Aquitaine, dans le centre-ville de Bordeaux. Il n'y a pas de salle d'exposition permanente, mais les collections sont consultables ; elles donnent lieu trois fois par an à des expositions thématiques.
Le conservatoire fait figure de cabinet d'arts graphiques, en tant qu'il conserve et met à disposition le fonds Goupil acquis en 1921 par Vincent Imberti, marchand d'estampes et de tableaux, héritier de la galerie Imberti autrefois située à Bordeaux, 47 rue Porte-Dijeaux et cour de l'Intendance, qui était jusque dans les années 1930 la principale galerie d'art moderne de cette ville. La famille Imberti avait implanté une société d'impression et de fourniture artistique dans Bordeaux depuis la fin du XIXe siècle ; en novembre 1906, par exemple, elle est déjà en contact avec des peintres de la galerie Goupil pour l'application de nouveaux procédés graphiques.
Ce conservatoire comprend toutes les archives de la maison d'édition internationale fondée par Adolphe Goupil en 1829, et peu à peu morcelée entre 1893 et 1917. Les registres de compte de la galerie de tableaux ayant été acquis par Jean Diéterle se trouvent aujourd'hui au Getty Center. L'ensemble se compose à l'origine d'une donation au musée, en 1987, de Guy Imberti, petit-fils de Vincent Imberti. En 1990, la ville de Bordeaux se porte acquéreur de cuivres et des estampes.
En tant que cabinet d'arts graphiques, le musée ouvre ses fonds à toute personne sur simple rendez-vous.

## Les collections
L'inventaire est le suivant :
- 70 000 photographies, dont 3 000 négatifs sur plaque de verre ;
- 46 000 estampes tirées selon différentes techniques dont le passage à la couleur ;
- 7 200 matrices (cuivres gravés, pierres lithographiques, blocs typogravures et chromotypogravures, cliché-verre, etc.)
- 1 000 livres et revues illustrées en partie édités par les éditions Goupil & Cie.
- 15 mètres linéaires d'archives diverses ;
- quelques tableaux.

L'ensemble s'insère au sein du conservatoire de l’image industrielle. Il présente les débuts de la diffusion des images au moment où celles-ci commencent à être produites industriellement et, multipliées, se diffusent à l’international : ce basculement s'opère après la première révolution industrielle et s'accélère avec le développement des techniques photographiques et entraine le déclin de la gravure manuelle. Ces collections présentent un panorama de l’art et du goût au XIXe siècle et permettent ainsi d’illustrer des œuvres parfois disparues, oubliées, ou détruites. Le musée présente son fonds sous forme d’expositions temporaires au musée d’Aquitaine.

## Expositions (sélection)
Le musée organise 3 expositions temporaires par an.

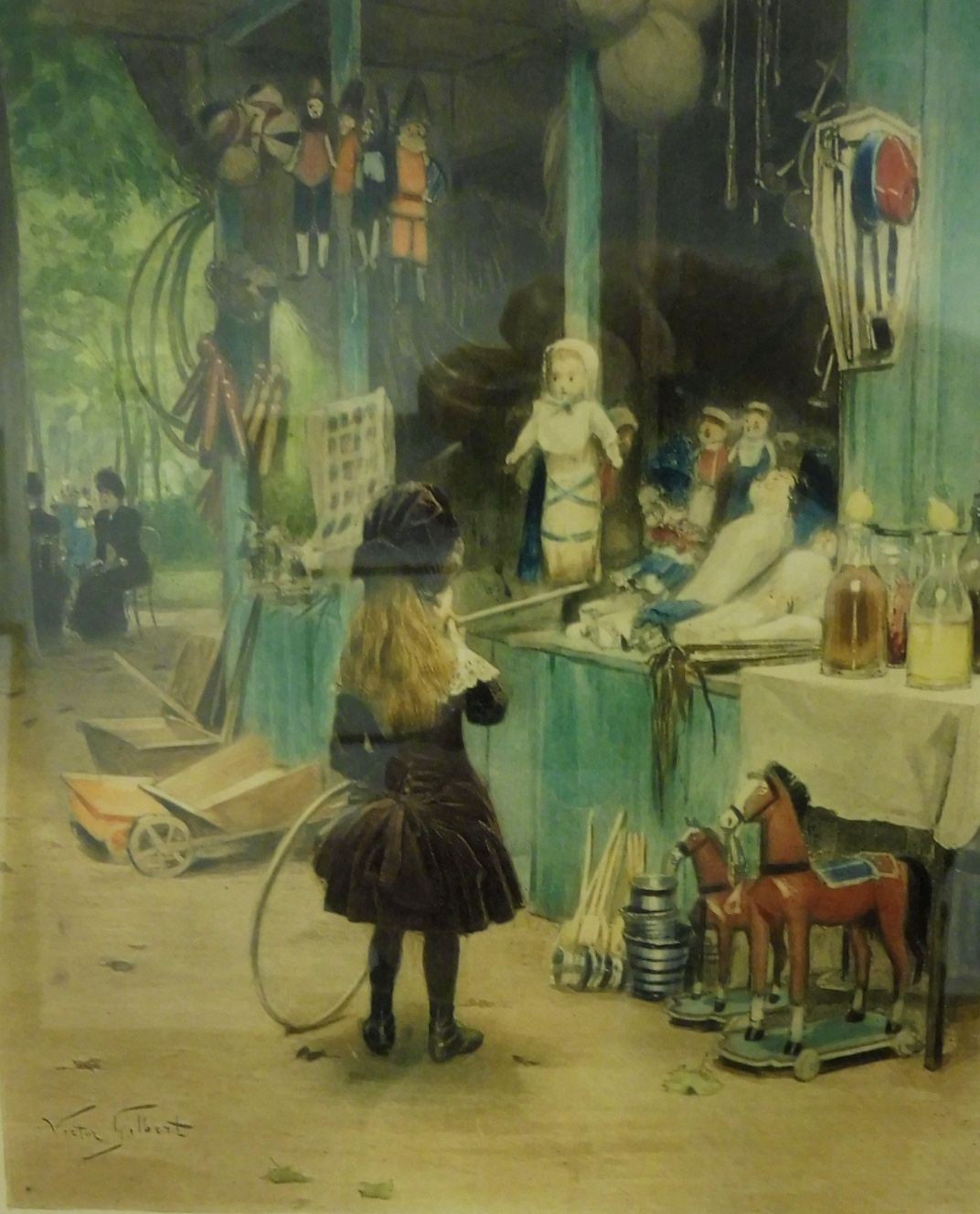
Le Magasin de joujoux (avant 1914), peinture de Victor Gilbert (collection du musée Goupil).

- 3 octobre - 30 décembre 1995 : À l'ombre des grands hommes : autour du portrait de la comtesse Maison d'Hippolyte Flandrin[5].

- 20 mai - 10 août 1996 : Figures d'ombres. Les dessins d'Auguste Rodin, une production de la maison Goupil[6].

- 15 mai - 29 août 1998 : Mémoires du XVIIIe siècle[7]

puis 16 octobre 1998 - 18 janvier 1999 : Musée de la Révolution française, Vizille.
- 30 mai - 30 août 1997 : Degas, Boldini, Toulouse-Lautrec, portraits inédits par Michel Manzi[8]

puis 4 octobre - 7 décembre 1997 : Musée Toulouse-Lautrec, Albi.
- 12 octobre 2000 - 14 janvier 2001 : Gérôme & Goupil : art et entreprise[9],[10],[11].

puis 6 février - 5 mai 2001 : Musée d'Art Dahesh, New York ; 7 juin - 12 août 2001 :The Frick art & historical center, Pittsburgh.
- 1er juin - 25 septembre 2005 : Une image sur un mur : images et décoration intérieure au XIXe siècle[12].

- En collaboration avec la Fondazione Cassa di risparmio di Padova e Rovigo et le Musée d'Aquitaine : 
  - 23 février - 23 juin 2013 : La maison Goupil et l'Italie : le succès des peintres italiens à Paris au temps de l'impressionnisme, Palazzo Roverella, Rovigo

puis 24 octobre 2013 - 2 février 2014 : Musée des Beaux-Arts, Bordeaux,.
- été 2017 : exposition d'une dizaine de photographies ou de lithographies à la bibliothèque municipale Flora Tristan de Bordeaux-Belcier.

## Situation et accès
La collection est hébergée par le musée d'Aquitaine, cours Pasteur, dans le centre de Bordeaux, près de la tour Pey-Berland et de la cathédrale Saint-André. Le musée est accessible par la ligne B du tramway de Bordeaux, station Musée d'Aquitaine.